# Giuseppe Ugolini
Giuseppe Ugolini (Macerata, 6 gennaio 1783 – Roma, 19 dicembre 1867) è stato un cardinale italiano.

## Biografia
Nacque a Macerata il 6 gennaio 1783.
Papa Gregorio XVI lo elevò al rango di cardinale nel concistoro del 12 febbraio 1838. Partecipò al conclave del 1846 in cui venne eletto Pio IX. Fu nominato legato di Ferrara, carica che tenne per nove anni, dal giugno 1838 al marzo 1847. I suoi auspici resero possibile l’elevazione di Montolmo a città nel 1851, con il successivo cambio di nome in Pausula.
Morì il 19 dicembre 1867 all'età di 84 anni.